# Tejocotal, Las Vigas de Ramírez
Tejocotal är en ort i Mexiko.   Den ligger i kommunen Las Vigas de Ramírez och delstaten Veracruz, i den sydöstra delen av landet, 220 km öster om huvudstaden Mexico City. Tejocotal ligger 2 359 meter över havet och antalet invånare är 248.
Terrängen runt Tejocotal är kuperad åt sydost, men åt nordväst är den bergig. Terrängen runt Tejocotal sluttar norrut. Runt Tejocotal är det ganska tätbefolkat, med 90 invånare per kvadratkilometer. Närmaste större samhälle är Perote, 19,3 km sydväst om Tejocotal. I omgivningarna runt Tejocotal växer i huvudsak blandskog.